# Berryz Mansion 9 Kai
Albums de Berryz Kōbō
Ai no Album 8
(2012)
Compilations par Berryz Kōbō
Special Best Vol.2
(2014)
Singles
1. Be Genki -Naseba Naru!-
Sortie : 21 mars 2012
2. Cha Cha Sing
Sortie : 25 juillet 2012
3. Want!
Sortie : 19 décembre 2012

Berryz Mansion 9 Kai (Berryz マンション 9 改, ou Berryz Mansion 9kai) est le 9e album du groupe de J-pop Berryz Kōbō.

## Présentation
L'album, écrit, composé et produit par Tsunku, sort le 30 janvier 2013 au Japon sur le label Piccolo Town. Il atteint la 24e place du classement des ventes de l'Oricon, et reste classé pendant trois semaines. Il sort aussi en édition limitée au format CD+DVD, avec une pochette différente et un DVD en supplément.
L'album contient dix titres : trois chansons déjà sorties précédemment en singles en 2012 (Be Genki -Naseba Naru!-, Cha Cha Sing et Want!), une nouvelle version de la chanson du premier single du groupe sorti en 2004 (Anata Nashi de wa Ikite Yukenai), une version remixée de la chanson Momochi! Yurushite Nyan Taisô figurant aussi sur le single Cha Cha Sing (interprétée en solo par Momoko Tsugunaga sous le pseudonyme "Momochi"), et cinq nouvelles chansons dont trois ne sont interprétées que par quelques membres du groupe en duo ou en trio.
C'est le dernier album original du groupe, qui suspendra ses activités deux ans plus tard en mars 2015 ; deux compilations de ses titres sortiront néanmoins entre-temps.

## Formation
Membres créditées sur l'album :
- Saki Shimizu
- Momoko Tsugunaga
- Chinami Tokunaga
- Miyabi Natsuyaki
- Māsa Sudō
- Yurina Kumai
- Risako Sugaya

## Pistes
CD
1. Succha ka Meccha ka~ (すっちゃかめっちゃか～?)
2. Want! (WANT!?) (30e single)
3. Otokomae (男前?) (interprété par Tsugunaga et Kumai)
4. Nandakanda de Ii Kanji! (なんだかんだで良い感じ！?) (interprété par Tokunaga et Sudo)
5. Koi Itoshiki Kisetsu (恋 いとしき季節?) (interprété par Shimizu, Natsuyaki et Sugaya)
6. Be Genki -Naseba Naru!- (Be 元気<成せば成るっ！>?) (28e single)
7. Massugu na Watashi (まっすぐな私?)
8. Cha Cha Sing (cha cha SING?) (29e single)
9. Anata Nashi de wa Ikite Yukenai (2013 Ver.) (あなたなしでは生きてゆけない(2013Ver.)?) (reprise du 1er single Anata Nashi de wa Ikite Yukenai)
10. Momochi! Yurushite Nyan Taisô (Yurusanyai Remix) (ももち！許してにゃん♡体操(許さにゃい Remix)?) (interprété par « Momochi (Tsugunaga Momoko feat. Berryz Kōbō) » (ももち（嗣永桃子 feat. Berryz工房）?) ; remix d'une chanson du single Cha Cha Sing)

DVD de l'édition limitée
1. Succha ka Meccha ka~ (Shimizu Saki Close-up Ver.) (すっちゃかめっちゃか～（清水佐紀 Close-up Ver.）?)
2. Succha ka Meccha ka~ (Tsugunaga Momoko Close-up Ver.) (すっちゃかめっちゃか～（嗣永桃子 Close-up Ver.）?)
3. Succha ka Meccha ka~ (Tokunaga Chinami Close-up Ver.) (すっちゃかめっちゃか～（徳永千奈美 Close-up Ver.）?)
4. Succha ka Meccha ka~ (Sudo Maasa Close-up Ver.) (すっちゃかめっちゃか～（須藤茉麻 Close-up Ver.）?)
5. Succha ka Meccha ka~ (Natsuyaki Miyabi Close-up Ver.) (すっちゃかめっちゃか～（夏焼 雅 Close-up Ver.）?)
6. Succha ka Meccha ka~ (Kumai Yurina Close-up Ver.) (すっちゃかめっちゃか～（熊井友理奈 Close-up Ver.）?)
7. Succha ka Meccha ka~ (Sugaya Risako Close-up Ver.) (すっちゃかめっちゃか～（菅谷梨沙子 Close-up Ver.）?)
8. ? (階ジャケット撮影 メイキング?) (Making of de la pochette de l’album)
9. Momochi! Yurushite Nyan Taisô Music Video Making (ももち！許してにゃん♡体操 Music Video撮影 メイキング?) (Making of)
10. ? (ｃｈａ ｃｈａ ＳＩＮＧ フラッシュモブ編 メイキング映像?) (Making of de la flashmob de Cha cha SING)
11. ? (Berryz工房タイ訪問 メイキング映像①?) (Making of de la visite en Thailande 1)
12. ? (Berryz工房タイ訪問 メイキング映像②?) (Making of de la visite en Thailande 2)